# پایگاه‌داده‌های دین آتلا
پایگاه داده های دین آتلا ( ATLA RDB) نمایه ای از مقالات مجلات دانشگاهی در حوزه دین است که  ماهانه به‌روز می‌شود و توسط انجمن کتابخانه الهیات آمریکا منتشر می‌شود. این پایگاه داده مقالات، جستارها و بررسی کتاب‌های مرتبط با طیف وسیعی از رشته‌های علمی مرتبط با دین را نمایه می کند. پایگاه‌داده به صورت اشتراکی در دسترس است.
کل پایگاه داده شامل بیش از 2.1 میلیون استناد مقاله از بیش از 1،940 ژورنال است. بیش از یک چهارم میلیون نقل مقاله از بیش از ۱۸۰۰۰ اثر چندین نویسنده وجود دارد. تعداد بررسی‌های کتاب بیش از نیم‌میلیون کتاب است. آتلا آثار چند نویسنده مانند یادنامه‌ها و جلسات کنفرانس را با سوابق جداگانه برای هر مقاله فهرست‌بندی می‌کند.

## قالب ها
پایگاه داده دین آتلا، که قبلاً در سی‌دی رام موجود بود، براساس استاندارد مارک در حوزه‌ی پایگاه داده‌ها می‌باشد که شامل آثار غیر چاپی شاخصی است.

## پوشش
ایندکس‌های این وایگاه در زمینه ادیان بزرگ جهان کار می‌کند. با این وجود، معیارهای انتخاب برای ورود با توجه به شایستگی و دامنه علمی است. بیش از ۶۰ زبان پذیرفته شده است. برخی از سوابق مقالات مربوط به قرن ۱۹ را پوشش می‌دهند. آتلا ادعا می کند که پوشش کامل مجلات اصلی به سال ۱۹۴۹ بازمی‌گردد.
در دهه ۱۹۹۰، پایگاه داده دین آتلا انتقاداتی را در یک پایان نامه کارشناسی ارشد دریافت کرد که در پوشش خود به زمینه‌های نوظهور الهیات لزبین و الهیات زنگرایی نمی‌پردازد. 